# IJsbaan van het Nemuro Sports Park
De ijsbaan van het Nemuro Sports Park (根室市役所 スケートリンク) is een ijsbaan in Nemuro in de prefectuur Hokkaido in het noorden van Japan. De openlucht-natuurijsbaan is geopend in 1996 en ligt op 27 meter boven zeeniveau. 